# Fritz Scheffer

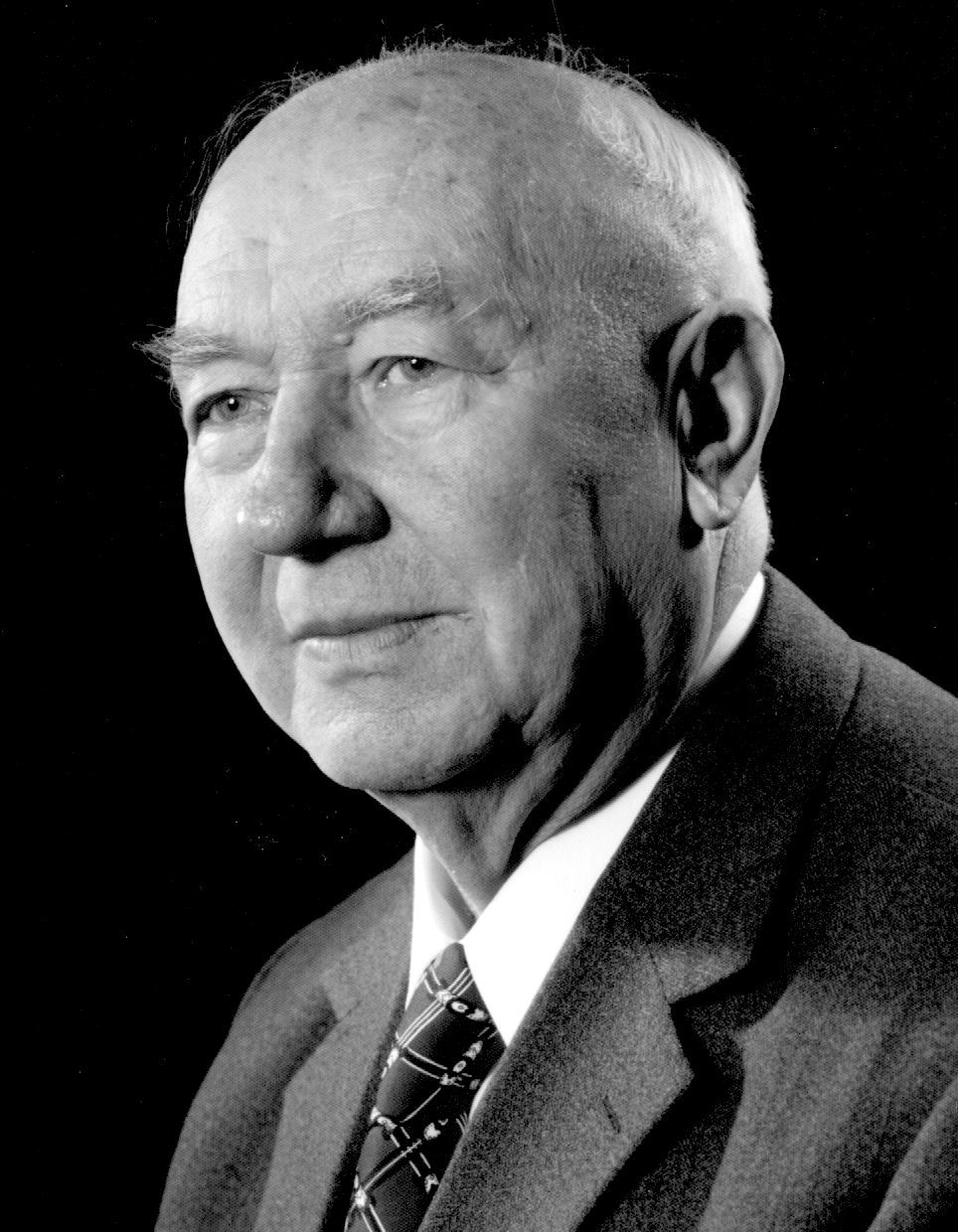
Fritz Scheffer

Johann Friedrich Wilhelm „Fritz“ Scheffer (* 20. März 1899 in Haldorf, Schwalm-Eder-Kreis; † 1. Juli 1979 in Göttingen) war ein deutscher Bodenkundler. Durch beispielhafte Lehr- und Forschungstätigkeit hat er über mehrere Jahrzehnte das bodenkundliche, agrikulturchemische und ackerbauliche Denken seiner Zeit maßgebend geprägt.

## Leben
Fritz Scheffer, Sohn eines Landwirts, studierte von 1919 bis 1922 Chemie, Physik und Mathematik an den Universitäten in Marburg und Breslau, anschließend Landwirtschaft an der Universität Göttingen, wo er 1924 bei dem Bodenkundler Edwin Blanck mit einer Dissertation über die Umwandlung von Ätzkalk im Boden promovierte und 1925 mit dem Staatsexamen als Diplomlandwirt abschloss. Seit 1926 arbeitete er als wissenschaftlicher Assistent bei Theodor Roemer am Institut für Pflanzenbau und Pflanzenzüchtung der Universität Halle (Saale). Hier habilitierte er sich 1931 mit einer Arbeit über das Problem der Bodenfruchtbarkeit.
Von 1931 bis 1935 war Scheffer Dozent für Agrikulturchemie und Bodenkunde an der Universität in Halle tätig. Durch zwischenzeitliche Studienaufenthalte an der Rutgers-Universität (NJ, USA) bei den Mikrobiologen und Humuschemikern Jacob Goodale Lipman und Selman Abraham Waksman und an der Eidgenössischen Technischen Hochschule Zürich bei dem Agrikulturchemiker Georg Wiegner konnte er sein Fachwissen vertiefen.
Scheffer trat im April 1933 der NSDAP bei (Mitgliedsnummer 2.255.344) und war auch seit 1933 Mitglied in der SA. 1935 übernahm er die Leitung der Landwirtschaftlichen Versuchsstation Kassel-Harleshausen. 1936 folgte er einem Ruf als Professor für landwirtschaftliche Chemie an die Universität Jena als Nachfolger von Hans Wießmann. Zugleich übernahm er hier die Leitung der Thüringer Landwirtschaftlichen Versuchsstation. 1945 wurde er Nachfolger seines Lehrers Edwin Blanck an der Universität Göttingen. Als ordentlicher Professor und Direktor des Instituts für Agrikulturchemie und Bodenkunde wirkte er hier bis zu seiner Emeritierung im Jahre 1967 (ab 1964 auf dem geteilten Lehrstuhl "Bodenkunde").

## Lehre und Forschung
Schwerpunkte der Arbeiten von Fritz Scheffer waren Themen zum Humus, dessen Wirkung, Verbesserung und Vermehrung im Sinne einer Erhaltung und Förderung der Bodenfruchtbarkeit, abgeleitet aus der Erkenntnis, dass ein Nährstoffersatz allein nicht ausreicht, die Ertragsleistung eines Bodens auf Dauer zu sichern. Neben der Humusforschung hat er jedoch auch bedeutende Arbeiten auf den Gebieten der Bodengenetik, der Bodenchemie, der Kolloidchemie, der organischen und anorganischen Düngung, der Rhizosphären- und Wuchsstoffforschung angeregt. An seinen Wirkungsstätten in Halle, Jena und Göttingen führte er insgesamt 111 Doktoranden zur Promotion. Mit über 300 von ihm selbst oder unter seiner Leitung angefertigten Veröffentlichungen in Fachzeitschriften, grundlegenden Beiträgen in Handbüchern und mehreren Lehrbüchern hat er Inhalt und Methodik der Bodenkunde, der Agrikulturchemie und der Ackerbaulehre wegweisend beeinflusst.
Berühmt wurde Fritz Scheffers Name vor allem durch zwei Lehrbücher. Gemeinsam mit Theodor Roemer schrieb er eine Ackerbaulehre, deren erste Auflage 1933 erschien. Nach dem Tod Roemers hat Fritz Scheffer weitere Auflagen gemeinsam mit Otto Tornau als Lehrbuch des Ackerbaues herausgegeben: die letzte (fünfte) Auflage erschien im Jahre 1959. Eine für Landwirte konzipierte, weniger umfangreiche Ausgabe dieses Lehrbuches veröffentlichten Roemer und Scheffer unter dem Titel Grundriß des Ackerbaues erstmals 1948.
Fritz Scheffers zweites bedeutendes Werk ist ein Lehrbuch der Bodenkunde. Erstmals 1937 als relativ schmales Heft als Teil eines umfassenden Gesamtwerkes der Agrikulturchemie konzipiert, hat Scheffer später den bodenkundlichen Teil gemeinsam mit Paul Schachtschabel als eigenständiges Werk, ab der 6. Auflage (1966) unter dem Titel Lehrbuch der Bodenkunde herausgegeben. Ab der 9. Auflage (1976) sind auch andere Fachvertreter als Autoren beteiligt. Nach dem Tod Fritz Scheffers sind etliche weitere Auflagen erschienen (17. Auflage 2018). Dieses Lehrbuch, in Fachkreisen als „Scheffer-Schachtschabel“ bezeichnet, gehört zu den internationalen Standardwerken der wissenschaftlichen Bodenkunde.
Von den grundlegenden Übersichtsbeiträgen Fritz Scheffers in Fachzeitschriften und Handbüchern sind u. a. hervorzuheben: der publizierte Vortrag Erhaltung und Mehrung der Bodenfruchtbarkeit (1947) und die im Handbuch der Landwirtschaft veröffentlichte Abhandlung Boden als Standort der Pflanzen (1952). Wiederholt hat Fritz Scheffer auch zu inhaltlichen und methodischen Fragen sowie zur Geschichte seines Fachgebietes Stellung bezogen. Beachtenswert ist sein Beitrag Die bodenkundliche Forschung und ihre Aufgaben im Rahmen der Schwesterdisziplinen (1962) und seine Broschüre 50 Jahre Deutsche Bodenkundliche Gesellschaft (1976). Fritz Scheffer war von 1950 bis 1979 Mitherausgeber der Zeitschriften Pflanzenernährung, Düngung, Bodenkunde und Landwirtschaftliche Forschung. Die meisten seiner wissenschaftlichen Beiträge sind in diesen beiden Journalen erschienen.

## Ehrungen und Auszeichnungen
Aufgrund seiner herausragenden Fachkompetenz wurde Scheffer frühzeitig in führende Ämter agrarwissenschaftlicher Institutionen gewählt. Von 1948 bis 1956 war er Vizepräsident des Verbandes Deutscher Landwirtschaftlicher Untersuchungs- und Forschungsanstalten (VDLUFA). Die Deutsche Bodenkundliche Gesellschaft, an deren Wiedergründung er nach dem Zweiten Weltkrieg maßgebend beteiligt war, wählte ihn 1951 bis 1955 zu ihrem Geschäftsführer. Von 1955 bis 1969 war er Präsident dieser Gesellschaft. In dieser Funktion konnte er zahlreiche durch die Kriegsereignisse unterbrochenen Kontakte zu ausländischen Fachkollegen wiederherstellen.
Seit 1964 war Scheffer Mitglied der Deutschen Akademie der Naturforscher Leopoldina in Halle und korrespondierendes Mitglied mehrerer ausländischer Akademien. 1971 verlieh ihm die Deutsche Bodenkundliche Gesellschaft und 1974 der Verband Deutscher Landwirtschaftlicher Untersuchungs- und Forschungsanstalten die Ehrenmitgliedschaft.
1958 erhielt er von der Landwirtschaftlichen Fakultät der Universität Jena die Ehrendoktorwürde. 1961 verlieh ihm die Universität Pisa den Cherubino-Orden in Gold, 1964 die Deutsche Landwirtschafts-Gesellschaft die Silberne Max-Eyth-Denkmünze und 1968 der Verband Deutscher Landwirtschaftlicher Untersuchungs- und Forschungsanstalten die Hugo-Neubauer-Auszeichnung. 1975 wurde er mit dem Bundesverdienstkreuz ausgezeichnet.
Seit 1987 verleiht die Deutsche Bodenkundliche Gesellschaft an junge Wissenschaftler oder Wissenschaftlerinnen für herausragende wissenschaftliche Leistungen aus dem Gebiet der Bodenkunde den Fritz-Scheffer-Preis.

## Bücher und Schriften
- Über die Art der Umwandlung des Ätzkalkes im Boden und ihre Ursachen. Diss. math.-nat. Universität Göttingen 1925.
- Über das Problem der Bodenfruchtbarkeit. Ein Beitrag zu Liebigs Ausspruch: Nicht die Fruchtbarkeit der Erde, wohl aber die Dauer der Fruchtbarkeit liegt in dem Willen der Menschen. Habil.-Schr. Universität Halle 1931. Zugleich in: Wissenschaftliches Archiv für Landwirtschaft Abt. A, Archiv für Pflanzenbau Bd. 8, 1931, S. 127–186.
- Theodor Roemer und Fritz Scheffer: Ackerbaulehre. Verlag Paul Parey Berlin 1933; 2. Auflage 1944; ab 3. Auflage 1949 unter dem Titel Lehrbuch des Ackerbaues; 4. Auflage (1953) und 5. Auflage (1959) ebd. neubearbeitet von F. Scheffer und O. Tornau.
- Scheffer und Schachtschabel: Lehrbuch der Bodenkunde. - Die ersten Ausgaben erschienen in der „Sammlung chemischer und chemisch-technischer Vorträge“ (Neue Folge H. 35 a–c) im Verlag Ferdinand Enke Stuttgart unter dem Titel Agrikulturchemie: Teil a: Boden, 1937; 2. Auflage 1944. Teil b: Pflanzenernährung 1938; 2. Auflage 1946; 3. Auflage mit Erwin Welte 1955. Teil c: Humus und Humusdünger 1941; 2. Auflage mit Bernhard Ulrich 1959. Den Teil a Boden hat Scheffer später als eigenständiges Werk gemeinsam mit Paul Schachtschabel herausgegeben: 3. Auflage ebenda 1952; 4. Auflage 1956; 5. Auflage 1960. Alle folgenden Auflagen erschienen unter dem Titel Lehrbuch der Bodenkunde: 6. Auflage ebenda 1966; 7. Auflage 1970; 8. Auflage 1973. Ab der 9. Auflage (1976) sind auch andere Bodenkundler als Mitarbeiter beteiligt. Nach dem Tod Scheffers sind erschienen: 10. Auflage ebenda 1979; 11. Auflage 1982; 12. Auflage 1989; 13. Auflage 1992; 14. Auflage 1998; 15. Auflage neubearbeitet und erweitert von Hans-Peter Blume u. a. Spektrum Akademischer Verlag, Heidelberg und Berlin 2002; 16. Auflage neu bearbeitet von Hans-Peter Blume u. a. Spektrum Akademischer Verlag, Heidelberg 2010.
- Die wirtschaftseigenen Humusdünger. Reichsnährstand Verlags-Gesellschaft Berlin 1939 = Arbeiten des Reichsnährstandes Band 62.
- Chemische Beschaffenheit des Bodens. In: Handbuch der Bodenlehre. Herausgegeben von Edwin Blanck 1. Ergänzungsband. J. Springer Verlag, Berlin 1939, S. 275–376.
- Erhaltung und Mehrung der Bodenfruchtbarkeit. Vortrag, gehalten vor geladenen Gästen am 15. November 1946. Verlag der Landwirtschaftskammer Hannover: Hannover [1947].
- Theodor Roemer und Fritz Scheffer: Grundriß der Ackerbaulehre. Verlag Paul Parey Berlin 1948; 2. Auflage 1949; 3. Auflage unter dem Titel Grundriß des Ackerbaues ebenda 1950.
- Boden als Standort der Pflanzen. In: Handbuch der Landwirtschaft 2. Auflage; Herausgegeben von Theodor Roemer u. a., Verlag Paul Parey Berlin, Bd. 1 Ackerbaulehre, S. 1–51.
- Ernährung und Düngung der Pflanzen. In: Handbuch der Landwirtschaft 2. Auflage, Verlag Paul Parey Berlin, Bd. 1 Ackerbaulehre, S. 353–462.
- Der organisch gebundene Stickstoff des Bodens, seine Verwertbarkeit (auch Harnstoff). In: Handbuch der Pflanzenphysiologie; Herausgegeben von Wilhelm Ruhland. Julius Springer Verlag Berlin, Bd. 8, 1958, S. 179–200.
- Der Humus. Aufbau, Eigenschaften und pflanzenphysiologische Wirkungen (gemeinsam mit Bernhard Ulrich). In: Handbuch der Pflanzenphysiologie; Herausgegeben von Wilhelm Ruhland Julius, Springer Verlag Berlin, Bd. 11, 1959, S. 782–824.
- Die bodenkundliche Forschung und ihre Aufgaben im Rahmen ihrer Schwesterdisziplinen. In: Zeitschrift für Pflanzenernährung, Düngung, Bodenkunde Bd. 98 (143), 1962, S. 18–29.
- 1926 - 1976. 50 Jahre Deutsche Bodenkundliche Gesellschaft. DBG-Broschüre, o. O. [1976].